# Salisbury
Salisbury («Солсбери») — второй студийный альбом британской рок-группы Uriah Heep, выпущенный в январе 1971 года, записанный продюсером Джерри Броном, первоначально (как и дебютный альбом) выпущенный на Vertigo Records, но вскоре — после образования Bronze Records — перевыпущенный Mercury. Альбом поднялся до #103 в списках Billboard 200.
В своём втором альбоме группа (согласно AllMusic) оставила ту часть экспериментов, которая отягощала Very 'eavy… Very 'umble и занялась совершенствованием собственного стиля, в котором соединились мощь хард-рока и сложность прогрессивного рока. Центральной вещью пластинки стала занявшая всю её вторую сторону одноимённая арт-роковая сюита, записанная с симфоническим оркестром из 24 участников. Была отмечена критиками также «Lady in Black», одна из популярнейших песен всего концертного репертуара группы, партию вокала в которой исполнил её автор Кен Хенсли.
На обложке альбома изображён танк «Чифтен» вооружённых сил Великобритании.

## Список композиций
1. Bird of Prey (Box/Byron/Newton) — 4:13
2. The Park (Hensley) — 5:41
3. Time to Live (Box/Byron/Hensley) — 4:01
4. Lady in Black (Hensley) — 4:44
5. High Priestess (Hensley) — 3:42
6. Salisbury (Byron/Hensley/Box) — 16:20

бонус-треки на CD-переизданиях:
1. Simon the Bullet Freak (Hensley) — 3:27[4]
2. High Priestess (single edit) (Hensley) — 3:13[4]

## Участники записи
- Дэвид Байрон — вокал
- Кен Хенсли — клавишные, вокал, слайд-гитара, вибрафон
- Мик Бокс — гитара, вокал
- Пол Ньютон — бас-гитара
- Кит Бэйкер — ударные